# Sternohammus assamensis
Sternohammus assamensis är en skalbaggsart som beskrevs av Stefan von Breuning 1966. Sternohammus assamensis ingår i släktet Sternohammus och familjen långhorningar. Inga underarter finns listade i Catalogue of Life.